# میوکو آکازا
میوکو آکازا (انگلیسی: Miyoko Akaza؛ زادهٔ ۱۰ فوریهٔ ۱۹۴۴) بازیگر اهل ژاپن است.